# Фанацетин
Фенацетин или ацетофенетидин или е болкоуспокояващо и антипиретичен медикамент, който широко се е използвал от появата му през 1887 г. до забраната му от FDA през 1983. Използването му намалява, поради страничните ефекти, включително и повишен риск от някои видове рак и бъбречни заболявания. Метаболизира в парацетамол (ацетаминофен), който го заменя като лекарство след забраната му.